# NGC 6946

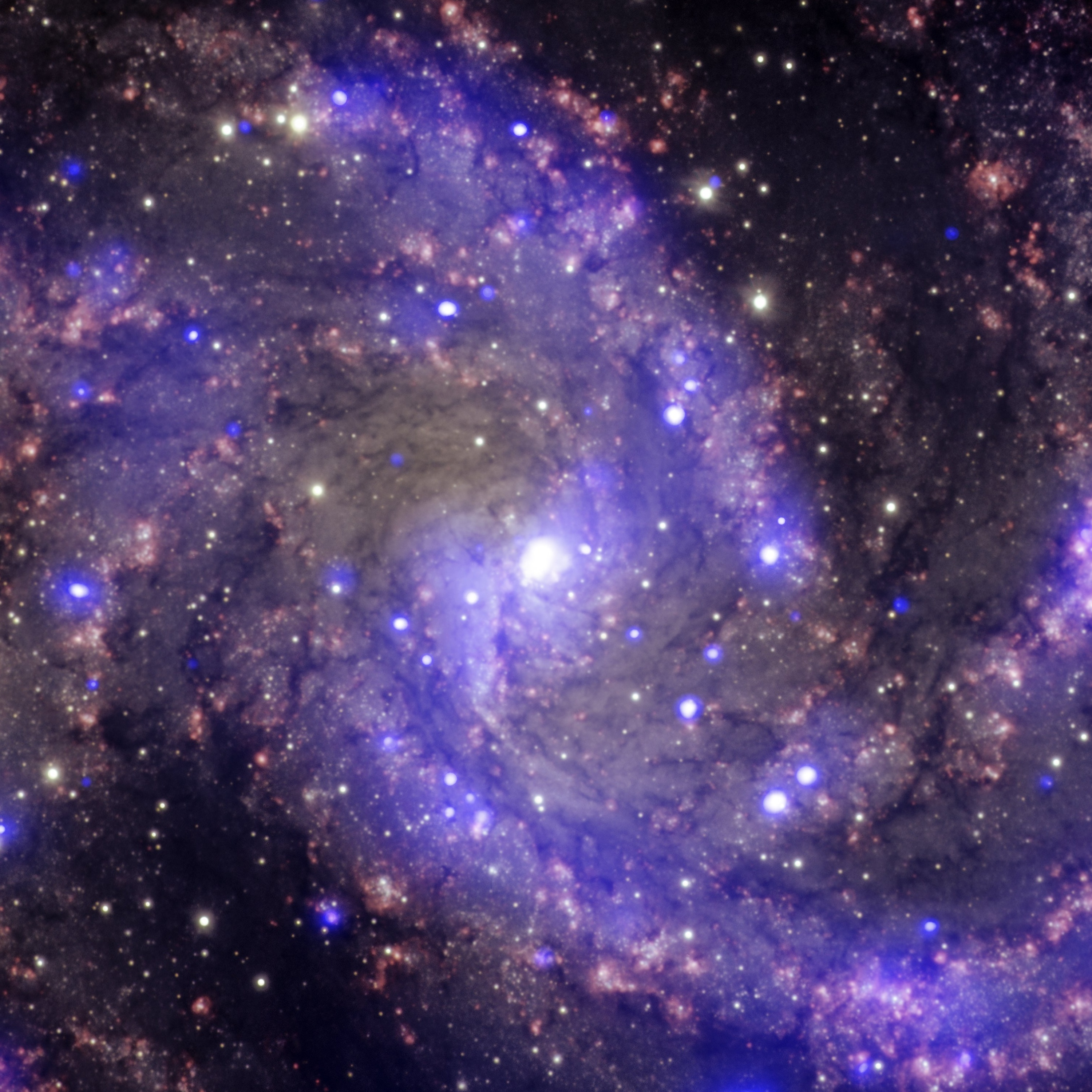
Hình ảnh NGC 6946 chụp được bởi trạm quan sát Chandra X-ray

NGC 6946, hay còn được biết đến với tên thông thường là Thiên hà Pháo hoa, là một thiên hà xoắn ốc trung gian nằm ở phía bắc chòm sao Tiên Vương. Từ điểm nhìn của Trái Đất, thiên hà này đối mặt trực diện với chúng ta. Điều nổi bật của thiên hà này thì hạt nhân nằm ở trung tâm của nó rất sáng. Khoảng cách xấp xỉ của nó là 25,2 triệu năm ánh sáng, giống với khoảng cách của chúng ta với thiên hà Messier 101 nằm trong chòm sao Đại Hùng. Cả hai thiên hà này đều nằm trong nhóm Địa phương. NGC 6946 nằm trong siêu đám Xử Nữ.
Thiên hà này được nhà thiên văn học người Anh gốc Đức William Herschel phát hiện vào ngày 9 tháng 9 năm 1798. Bán kính xấp xỉ của nó là xấp xỉ 40000 năm ánh sáng, vấn đề này vẫn còn đang được tranh cãi. Nên kích thước của nó bằng 1/3 kích thước của Ngân Hà.

## Siêu tân tinh
Có đến 10 siêu tân tinh được quan sát là nằm trong thiên hà này vào cuối thể kỉ 20, đó là: SN 1917A, SN 1939C, SN 1948B, SN 1968D, SN 1969P, SN 1980K, SN 2002hh, SN 2004et, SN2008S, và SN2017eaw.. Do vậy, NGC 6946 còn được gọi là "Thiên hà Pháo hoa" vào năm 2005. Thiên hà này có một tỉ lệ hình thành siêu tân tinh cao một cách bất thường khi so sánh với Ngân Hà của chúng ta. Tỉ lệ của Ngân Hà là 1 siêu tân tinh hình thành trong 1 thế kỉ.

## Dữ liệu hiện tại
Theo như quan sát, đây là thiên hà nằm trong chòm sao Tiên Vương và dưới đây là một số dữ liệu khác:
Xích kinh 20h 34m 52.3s
Độ nghiêng +60° 09′ 14″
Giá trị dịch chuyển đỏ 0.000133
Vận tốc xuyên tâm 48 ± 2 km/s
Cấp sao biểu kiến +9.6
Kích thước biểu kiến 11.5' x 9.8'
Loại thiên hà SAB(rs)cd